# Flaga stanowa Maryland
Flaga stanowa Maryland jest jedyną flagą  heraldyczną w USA. Powstała poprzez połączenie herbów dwóch rodów angielskich, Calvert i Crossland. Sir George Calvert otrzymał herb w 1622 roku, a w 1634 roku jego synowie założyli kolonię Maryland. Tworząc jej herb, połączyli herb ojczysty Calvert z herbem swej prababki z rodu Crossland.
Do czasów wojny secesyjnej Maryland nie miał oficjalnej flagi, natomiast były w użyciu rozpoznawalne jako symbol stanu flagi czarno-złote, oparte na herbie Calvert, w układzie takim jak obecnie w I i IV ćwiartce flagi stanowej. Flagi opartej na godle Crossland, takiej jak w II i III ćwiartce obecnej flagi stanowej używali pochodzący z Maryland zwolennicy Konfederacji, walczący w armii Roberta E. Lee w Wirginii Zachodniej.
Po zakończeniu wojny secesyjnej postanowiono utworzyć symbol jednoczący na nowo mieszkańców stanu. Połączono zatem obydwie flagi. Flaga złożona z czterech ćwiartek znana jest od co najmniej 1880 roku. Według niektórych źródeł pierwotnie porządek ćwiartek był odmienny, tj. barwy herbu Calvert występowały w ćwiartkach II i III a barwy herbu Crossland w I i IV.
Obecnie obowiązujący wzór flagi został przyjęty jako flaga stanowa Maryland 9 marca 1904 roku. Proporcje 2:3.